# Dan Norton

a Compétitions nationales et continentales officielles uniquement.

b Matchs officiels uniquement.
Dan Norton, né le 22 mars 1988 à Gloucester, est un joueur de rugby à XV et de rugby à sept anglais. Évoluant au poste d'ailier ou arrière en rugby à XV et d'ailier à sept. Après avoir commencé sa carrière en rugby à XV, il est sélectionné avec l'équipe d'Angleterre de rugby à sept avec qui il dispute les World Sevens Series, les jeux du Commonwealth et la coupe du monde. En 2016, il est sélectionné avec la Grande-Bretagne pour disputer les Jeux olympiques.
En avril 2017, il inscrit son 245e essai en World Sevens Series, devenant ainsi le meilleur marqueur de l'histoire de la compétition devant le kenyan Collins Injera.

## Biographie
En 2017, au cours du tournoi du Canada, il égale le record d'essais de Collins Injera en World Sevens Series. Record qu'il bat trois semaines plus tard à Hong Kong contre la Corée du Sud.

## Palmarès
- Deuxième aux Jeux olympiques en 2016